# Castelul Tholdalagi din Corunca
Castelul Tholdalagi din Corunca este un ansamblu de monumente istorice aflat pe teritoriul satului Corunca, comuna Corunca, operă a arhitectului Joseph Weixelbraun. În Repertoriul Arheologic Național, monumentul apare cu codul 117952.02.01.

Ansamblul este format din două monumente:
- Turnul castelului Tholdalagi (cod LMI MS-II-m-A-15632.01)
- Cripta familiei Tholdalagi (cod LMI MS-II-m-A-15632.02)